# Лепоре, Маттео
Матте́о Ле́поре (итал. Matteo Lepore; род. 10 октября 1980, Savena, Болонья) — итальянский политик, мэр Болоньи (с 2021 года).

## Биография
Родился 10 октября 1980 года в Болонье, в районе Савена. Учился в классическом лицее имени Гальвани, увлекался политикой и баскетболом.
Изучал политологию, получил в Болонском университете степень магистра по международным отношениям. Работал в редакции газеты «Il Sole 24 Ore» и в Национальном институте градостроительства (Istituto nazionale di Urbanistica), а также преподавал кооперативную экономику в Болонском университете. 
В 1999 году стал членом партии Левые демократы, в её составе в 2007 году был среди учредителей Демократической партии.
С 2008 года отвечал за развитие, инновации и международные связи болонского отделения Legacoop, в 2011 году вошёл в городскую администрацию, получив в своё ведение вопросы экономики и городского развития. 
В 2016 году был избран в региональный совет Эмилии-Романьи, с 2017 года отвечал в городской администрации за культуру, туризм и городское развитие.
В 2021 году возглавил левоцентристский блок в составе местных списков Демократической партии, Движения пяти звёзд, Зелёной Европы, социалистов и других. Его основными соперниками стала правоцентристская коалиция предпринимателя Фабио Баттистини, в которую вошли Братья Италии, Лига Сальвини премьер, Вперёд, Италия.
3—4 октября 2021 года уже в первом туре очередных муниципальных выборов сторонники Лепоре одержали убедительную победу с результатом 61,9 %, далеко опередив конкурентов из лагеря Фабио Баттистини (29,64 %).
11 октября 2021 года Маттео Лепоре официально вступил в должность мэра.